# Cima dei Cogn
Cima dei Cogn är en bergstopp i Schweiz.   Den ligger i distriktet Blenio och kantonen Ticino, i den sydöstra delen av landet, 140 km öster om huvudstaden Bern. Toppen på Cima dei Cogn är 3 063 meter över havet, eller 171 meter över den omgivande terrängen. Bredden vid basen är 0,66 km.
Terrängen runt Cima dei Cogn är huvudsakligen mycket bergig. Närmaste större samhälle är Biasca, 12,2 km sydväst om Cima dei Cogn. 
I omgivningarna runt Cima dei Cogn växer i huvudsak blandskog. Runt Cima dei Cogn är det mycket glesbefolkat, med 2 invånare per kvadratkilometer.